# Tour de Pologne 1996
53. edycja wyścigu kolarskiego Tour de Pologne odbyła się w dniach 8–15 września 1996. Wystartowało 141 kolarzy, ukończyło wyścig 67. Łączna długość trasy wyniosła 1186 km.
Pierwsze miejsce w klasyfikacji generalnej zajął Wiaczesław Dżawanian (Roslotto - ZG Mobili), drugie Maurizio Fondriest (Roslotto - ZG Mobili), a trzecie Andrea Noé (Mapei).
Sędzią głównym był Borys Baczenko (Ukraina).

## Etapy
| Etap      | Data        | Start - meta            | Długość (km)            | Typ         | Zwycięzca etapu      | Lider                |
| I etap    | 8 września  | Szczecin - Szczecin     | 103                     | płaski      | Wasilij Dawidienko   | Wasilij Dawidienko   |
| II etap   | 9 września  | Szczecin - Gorzów Wlkp. | 184                     | płaski      | Federico Colonna     | Wasilij Dawidienko   |
| III etap  | 10 września | Lubniewice – Polkowice  | 212                     | płaski      | Wiaczesław Dżawanian | Wasilij Dawidienko   |
| IV etap   | 11 września | Legnica - Karpacz       | 162                     | górski      | Wiaczesław Dżawanian | Wiaczesław Dżawanian |
| V etap    | 12 września | Karpacz - Karpacz       | 179                     | górski      | Valentino Fois       | Wiaczesław Dżawanian |
| VI etap   | 13 września | Kłodzko - Opole         | 140                     | pagórkowaty | Yoshiyuki Abe        | Wiaczesław Dżawanian |
| VII etap  | 14 września | Opole - Częstochowa     | 152                     | pagórkowaty | Gianpaolo Mondini    | Wiaczesław Dżawanian |
| VIII etap | 15 września | Bełchatów - Bełchatów   | 54 (jazda ind. na czas) | płaski      | Maurizio Fondriest   | Wiaczesław Dżawanian |

## Końcowa klasyfikacja generalna

### Klasyfikacja indywidualna
| Poz. | Zawodnik             | Kraj              | Zespół                    | Czas (średnia km/h)      |
| ---- | -------------------- | ----------------- | ------------------------- | ------------------------ |
| 1.   | Wiaczesław Dżawanian | Rosja             | Roslotto - ZG Mobili      | 28h 03' 48" (42,26 km/h) |
| 2.   | Maurizio Fondriest   | Włochy            | Roslotto - ZG Mobili      | +02' 44"                 |
| 3.   | Andrea Noé           | Włochy            | Mapei - GB Italy          | +05' 18"                 |
| 4.   | Valentino Fois       | Włochy            | Panaria - Vinavil         | +05' 49"                 |
| 5.   | Jurij Surkow         | Rosja             | Roslotto - ZG Mobili      | +07' 50"                 |
| 6.   | Filippo Simeoni      | Włochy            | Carrera - Blue Jeans      | +08' 09"                 |
| 7.   | Wasilij Dawidienko   | Rosja             | Roslotto - ZG Mobili      | +08' 23"                 |
| 8.   | Darren Baker         | Stany Zjednoczone | US Postal Service         | +11' 01"                 |
| 9.   | Raimondas Rumšas     | Litwa             | Mróz                      | +15' 35"                 |
| 10.  | Zbigniew Piątek      | Polska            | Pekaes Lang Rover Bianchi | +17' 08"                 |

### Klasyfikacja drużynowa
| 1. | Roslotto - ZG Mobili | 84h 21' 82" |
| 2. | US Postal Service    | +39' 28"    |
| 3. | Panaria - Vinavil    | +42' 38"    |
| 4. | Mapei - GB           | +48' 37"    |
| 5. | Mróz                 | +1h 24' 02" |

### Klasyfikacja najaktywniejszych
| 1. | Jacek Mickiewicz    | Polska | 15 pkt |
| 2. | Andrzej Sypytkowski | Polska | 12 pkt |
| 3. | Tomasz Brożyna      | Polska | 6 pkt  |
| 4. | Remigijus Lupeikis  | Litwa  | 6 pkt  |
| 5. | Gianpaolo Pondini   | Włochy | 6 pkt  |

### Klasyfikacja górska
| 1. | Raimondas Rumšas     | Litwa  | 43 pkt |
| 2. | Nicola Micelli       | Włochy | 30 pkt |
| 3. | Zbigniew Piątek      | Polska | 24 pkt |
| 4. | Simone Borgheresi    | Włochy | 22 pkt |
| 5. | Wiaczesław Dżawanian | Rosja  | 16 pkt |

### Klasyfikacja punktowa
(od 2005 roku koszulka granatowa)
| 1. | Wiaczesław Dżawanian | Rosja  | 120 pkt |
| 2. | Wasilij Dawidienko   | Rosja  | 70 pkt  |
| 3. | Raimondas Rumšas     | Litwa  | 68 pkt  |
| 4. | Maurizio Fondriest   | Włochy | 67 pkt  |
| 5. | Federico Colonna     | Włochy | 65 pkt  |